# Curling ai I Giochi olimpici giovanili invernali
I tornei di curling dei I Giochi olimpici giovanili invernali si sono svolti all'Innsbruck Exhibition Centre di Innsbruck, in Austria, dal 14 al 22 gennaio 2012.

## Podi
| Evento                      | Oro                                                           | Argento                                                            | Bronzo                                                      |
| Torneo a squadre (dettagli) | Svizzera Lisa Gisler Romano Meier Elena Stern Michael Brunner | Italia Arianna Losano Alessandro Zoppi Denise Pimpini Amos Mosaner | Canada Emily Gray Derek Oryniak Corryn Brown Thomas Scoffin |
| Doppio misto (dettagli)     | Michael Brunner Nicole Muskatewitz                            | Martin Sesaker Kim Eun-Bi                                          | Korey Dropkin Marina Verenič                                |

## Medagliere
| Posizione | Paese    | Oro | Argento | Bronzo | Totale |
| --------- | -------- | --- | ------- | ------ | ------ |
| 1         | Svizzera | 1   | 0       | 0      | 1      |
| 2         | Italia   | 0   | 1       | 0      | 1      |
| 3         | Canada   | 0   | 0       | 1      | 1      |
| Totale    | Totale   | 1   | 1       | 1      | 3      |